# 윤집
윤집(尹集, 1606년 5월 16일~1637년 5월 13일)은 조선 인조 시대의 문신(文臣) 겸 관료 출신이며 시조 시인 겸 수묵 서화가 등으로도 활약했던 서예가 겸 정치인 출신으로 1636년 당시의 병자호란(丙子胡亂) 시절의 3대 항쟁 열사였던 삼학사(三學士)의 일원이었다. 자(字)는 성백(成伯), 호(號)는 임계(林溪)·고산(高山)이며, 시호(諡號)는 충정(忠貞)으로, 본관(本貫)은 남원(南原)이다.

## 이력
병자호란 때 삼학사의 한 사람으로 인조 때였던 1627년 생원이 되었고, 1631년 문과에 급제하여 이조 정랑 등을 지냈다. 1636년 병자호란이 일어났을 때 교리로 있으면서 청과의 굴욕적인 화의를 강력히 반대하였다. 그러나 이듬해 인조가 청에 항복하자 청의 선양에 잡혀가 심한 고문을 받고, 오달제·홍익한과 함께 사형당하였다. 이들을 삼학사라고 하였다. 죽은 후 영의정에 추증되었다.

## 가족 관계
- 조부 : 윤섬(尹暹, 1561 ~ 1592)
- 조모 : 원경심(元景諶)의 딸 원주 원씨
  - 부친 : 윤형갑(尹衡甲, 1585 ~ 1618)
  - 전모 : 창원 황씨(1566 ~ 1590) - 황치경(黃致敬)의 적녀
    - 이복 형 : 윤계(尹棨, 1583 ~ 1636)

  - 친모 : 창원 황씨(1578 ~ 1634) - 황치경(黃致敬)의 서녀
    - 남동생 : 윤유(尹柔, 1616 ~ 1644)

  - 장인 : 김상복(金尙宓, 1573 ~ 1652)
  - 장모 : 이인기(李麟奇)의 딸 청해 이씨
    - 부인 : 김을순(金乙順, 1605 ~ ?) 
      - 딸 : 윤오일(尹午一, 1627 ~ ?)
      - 사위 : 파평 윤씨 윤절(尹晢, 1625 ~ 1662)
        - 외손녀 : 윤순항(尹順恒, 1649 ~ ?)
        - 외손자 : 윤도교(尹道敎, 1651 ~ ?)
        - 외손자 : 윤덕교(尹德敎, 1654 ~ ?)
        - 외손자 : 윤지교(尹智敎, 1658 ~ 1716)
        - 외손자 : 윤인교(尹仁敎, 1662 ~ ?)

      - 장남 : 윤이선(尹以宣, 1629 ~ ?)
      - 며느리 : 조이량(曺以樑)의 딸 창녕 조씨
        - 손자 : 윤렴(尹濂)
        - 손자 : 윤홍(尹泓, 1655 ~ 1731) - 윤이명(尹以明)[4]의 양자로 출계
        - 손자 : 윤복(尹澓) - 3남 윤이정(尹以靖)의 양자로 출계
        - 손녀 : 홍우석(洪禹錫)의 처
        - 손녀 : 전주 이씨 이세기(李世祺)의 처

      - 차남 : 윤이징(尹以徵, 1631 ~ ?)[5]
      - 며느리 : 이영석(李永錫)의 딸 전주 이씨
        - 손자 : 윤수(尹洙)
        - 손자 : 윤준(尹浚) - 윤이건(尹以健)[6]의 양자로 출계
        - 손녀 : 청주 한씨 한재화(韓載華)의 처
        - 손녀 : 벽진 이씨 이정익(李廷益)의 처
        - 손녀 : 윤구령(尹龜齡)의 처
        - 손녀 : 이구령(李九齡)의 처

      - 3남 : 윤이정(尹以靖, 1635 ~ ?)
      - 며느리 : 윤명득(尹命得)의 딸 파평 윤씨

## 관련 문화재
- 윤집 택지 - 강화군 향토유적 제1호

## 관련 작품

### 드라마
- 《대명》 (KBS, 1981년~1981년, 배우:장용)